# Нике (награда)
Вижте пояснителната страница за други значения на Нике.
Наградата „Нике“ (на полски: Nagroda Literacka „NIKE“) е сред най-престижните полски литературни награди.
Учредена е през 1997 г. от редакцията на вестник „Газета Виборча“ (Gazeta Wyborcza) и консултантската компания NICOM. Връчва се всяка година през октомври за най-добра книга на жив автор, пишещ на полски и публикувал книга през предходната година. Отворена е за книги във всички литературни жанрове, включително за есеистика и автобиографии.
Всяка година деветчленно жури избира носителя с тристепенна процедура. През май се обявяват 20 номинации, измежду които през септември се избират седем финалисти. Окончателното решение се взима в деня на церемонията по награждаването през октомври. Наградата се състои от статуетка, изработена от известния полски скулптор Кажимеж Густав Земла и финансов чек за 100 хиляди полски злоти.
В добавка към специализираното жури се връчва и награда на публиката, решението за която е резултат от гласуването, което читателите на вестник „Газета виборча“ правят за седемте финалисти. Рядко решението на публиката съвпада с това на специализираното жури (през 2000, 2001 и 2004 г.).

## Лауреати

### Награда на журито
- 1997 – Веслав Мишливски (Wiesław Myśliwski), Widnokrąg („Хоризонт“)
- 1998 – Чеслав Милош (Czesław Miłosz), Piesek przydrożny (Българско издание: „Крайпътно кученце“, Превод от полски Вера Деянова. София: Факел експрес ISBN 954-9772-15-2)
- 1999 – Станислав Баранчак (Stanisław Barańczak) за Chirurgiczna precyzja („Хирургическа точност“).
- 2000 – Тадеуш Ружевич (Tadeusz Różewicz) за Matka odchodzi („Майката си тръгва“)
- 2001 – Йежи Пилх (Jerzy Pilch) за Pod Mocnym Aniołem („При силния ангел“)
- 2002 – Йоанна Олчак-Роникер (Joanna Olczak-Roniker) за W ogrodzie pamięci („В градината на спомена“)
- 2003 – Ярослав Марек Римкевич (Jarosław Marek Rymkiewicz) за Zachód słonca w Milanówku („Залез в Милановек“)
- 2004 – Войчех Кучок (Wojciech Kuczok) за Gnój („Тор“)
- 2005 – Анджей Сташук (Andrzej Stasiuk) за Jadąc do Babadag (Българско издание: „По пътя за Бабадаг“, София: Парадокс, 2010, ISBN 978-954-553-086-9)
- 2006 – Дорота Масловска (Dorota Masłowska) за Paw królowej („Паунът на кралицата“)
- 2007 – Веслав Мишливски (Wiesław Myśliwski) за Traktat o łuskaniu fasoli
- 2008 – Олга Токарчук (Olga Tokarczuk) за Bieguni (Българско издание: „Бегуни“, София: „Весела Люцканова“, 2009)
- 2009 – Еугенюш Ткачишин-Дицки (Eugeniusz Tkaczyszyn-Dycki) за Piosenka o zaleznosciach i uzaleznieniach
- 2010 – Тадеуш Слободжянек (Tadeusz Słobodzianek) за Nasza Klasa
- 2011 – Мариан Пильот (Marian Pilot) за повестта Pióropusz
- 2012 – Марек Биенчик (Marek Bieńczyk) за сборника с есета Książka twarzy
- 2013 – Йоанна Батор (Joanna Bator) за повестта Ciemno, prawie noc
- 2014 – Карол Модзелевски (Karol Modzelewski) за автобиографията Zajeździmy kobyłę historii
- 2015 – Олга Токарчук (Olga Tokarczuk) за повестта Księgi Jakubowe[1]
- 2016 – Бронка Новицка (Bronka Nowicka) за книгата Nakarmić kamień

### Награда на публиката
- 1997 – Олга Токарчук (Olga Tokarczuk) за Prawiek i inne czasy („Правек и други времена“) (Българско издание: „Правек и други времена“, София: „Алтера“, 2008, ISBN 978-954-9757-07-1)
- 1998 – Зигмунт Кубяк (Zygmunt Kubiak) за Mitologia Greków i Rzymian („Митология на гърците и римляните“)
- 1999 – Олга Токарчук (Olga Tokarczuk) за Dom dzienny, dom nocny („Дом дневен, дом нощен“) (Българско издание: „Дом дневен, дом нощен“, Велико Търново: „Абагар“, 2005)
- 2000 – Тадеуш Ружевич (Tadeusz Różewicz) за Matka odchodzi („Майката си тръгва“)
- 2001 – поделена между Йежи Пилх (Jerzy Pilch) и Ян Томаш Грос (Jan T. Gross) за Pod Mocnym Aniołem („При силния ангел“) и за Sąsiedzi („Съседи“)
- 2002 – Олга Токарчук (Olga Tokarczuk) за Gra na wielu bębenkach („Музика от много барабани“) (Българско издание: „Музика от много барабани“, София: „Весела Люцканова“, 2006)
- 2003 – Дорота Масловска (Dorota Masłowska) за Wojna polsko-ruska pod flagą biało-czerwoną
- 2004 – Войчех Кучок (Wojciech Kuczok) за Gnój („Тор“)
- 2005 – Ришард Капушчински (Ryszard Kapuściński) за Podróże z Herodotem („Пътешествия с Херодот“) (Българско издание: „Пътешествия с Херодот“, София: „Изток-Запад“, 2008)
- 2006 – Вислава Шимборска (Wisława Szymborska) за Dwukropek („Двоеточие“)
- 2007 – Мариуш Шчигел (Mariusz Szczygieł) за Gottland
- 2008 – Олга Токарчук (Olga Tokarczuk) за Bieguni (Българско издание: „Бегуни“, София: „Весела Люцканова“, 2009)
- 2009 – Кшищоф Варга (Krzysztof Varga) за Gulasz z turula
- 2010 – Магдалена Гроховска (Magdalena Grochowska) за Jerzy Giedroyc. Do Polski ze snu
- 2011 – Славомир Мрожек за Dziennik 1962 – 1969
- 2012 – Анджей Франашек (Andrzej Franaszek) за Miłosz: biografia
- 2013 – Шчепан Твардох (Szczepan Twardoch) за Morfina
- 2014 – Игнаци Карпович (Ignacy Karpowicz) за Ości
- 2015 – Олга Токарчук (Olga Tokarczuk) за повестта Księgi Jakubowe
- 2016 – Магдалена Гжебалковска (Magdalena Grzebałkowska) за книгата 1945. Wojna i pokój